# Jakob Ackeret
Jakob Ackeret (né le 17 mars 1898 à Zurich et mort le 27 mars 1981 à Küsnacht) est un ingénieur aéronautique suisse.

## Biographie
Jakob Ackeret est né en Suisse en 1898. Il reçoit son diplôme en génie mécanique à l'École polytechnique fédérale de Zurich en 1920 sous la direction de Aurel Stodola. De 1921 à 1927 il travaille avec Ludwig Prandtl à l'Aerodynamische Versuchsanstalt Göttingen. Il soutient sa thèse à Zurich en 1927 sous la direction conjointe de Aurel Stodola et de Ludwig Prandtl.
Après son diplôme il travaille comme ingénieur en chef chez Escher Wyss, chargé de la conception des turbines.
En 1931 il devient professeur à l'École polytechnique fédérale de Zurich où il fonde en 1932 l'institut d'aérodynamique, devenu en 1988 l'institut de dynamique des fluides. Durant cette période il a Wernher von Braun comme étudiant. Il prend sa retraite en 1967.
Parmi ses réalisations on note celle de l'hélice à pas variable et de la turbine à gaz à cycle fermé.

## Distinctions
- Anneau Ludwig-Prandtl en 1965.
- Médaille Timoshenko en 1969.
- Médaille Daniel-Guggenheim en 1970.
- Compagnon de la Royal Aeronautical Society à Londres.
- Membre de l'Institut Max-Planck de dynamique et d'auto organisation à Göttingen.